# Örebro Stads och Läns Annonsblad
Örebro Stads och Läns Annonsblad var en dagstidning av typ annonstidning i Örebro 23 februari 1912 till 24 mars 1915. Två provnummer kom 23 februari 1912 och 8 mars 1912.

## Redaktion
Redaktionsort för tidningen var Örebro. Tidningens politisk tendens  var neutral. Tidningen kom ut fredagar till 25 maj 1914, sen blir den tidskrift med utgivning bara 2 gånger i månaden den 1:a och 15:e  dagen i månaden.
| Period | Ansvarig utgivare                      | Period                 | Redaktör       | Titel        | Kommentar |
| 1912-02-10--1913-10-22 | Dahlberg, John (utgivare)              | 1912-02-23--1913-10-24 | Dahlberg, John | litteratören |           |
| 1913-10-23--1913-10-20 | Carlsson, Erik Ruben (Utgivare)        | 1913-10-31--1914-02-27 | Carlson, Ruben | kontoristen  |           |
| 1914-02-21--1915-03-24 | Berggren, Carl Emil Leonard (utgivare) | 1914-03-13--1915-03-24 | Berggren, C.E. | typografen   |           |
| Kommentar: Uppgift om redaktör försvinner fr.o.m. 1913-10-31. Men av sannolika skäl är redaktör. och ansvarig ugtivare. samma person. |                                        |                        |                |              |           |

## Tryckning
Tidningen trycktes med antikva med bara svart färg med 4 sidor per nummer på stora satsytor 52-55 x 37 cm eller 65 x 43 cm av Aktiebolaget centraltryckeriet i Örebro. Prenumerationen kostade 1 krona 1913-1914 sedan 4 kronor 1915. Ansvariga utgivare var tidningen förlag.